# 小樽市立稲穂小学校
小樽市立稲穂小学校（おたるしりつ いなほしょうがっこう）は、北海道小樽市富岡一丁目にある公立小学校。

## 概要
小樽市の中心部にある小学校。小樽警察署のすぐ近く。
1896年（明治28年）2月16日、稲穂尋常高等小学校として開校する。1920年代には男子校であり、児童数が多かったため、二部授業を行う学年があった。学級名は、い組・ろ組…といろは順を採用していた。1941年（昭和16年）には、稲穂国民学校と改称する。
1947年（昭和22年）4月1日、今の名称「小樽市立稲穂小学校」となる。
1996年（平成8年）に、今の校舎が完成する。
2016年  (平成28年)に、色内小学校と統合し、児童数が465人となった。

## アクセス
- JR小樽駅
- 北海道中央バス（おたもい営業所）富岡1丁目

## 通学区域
2013年（平成25年）現在。
- 稲穂1丁目 - 3丁目
- 堺町（1 - 5番）
- 東雲町
- 花園1丁目 - 2丁目
- 緑1丁目（1 - 8番）
- 港町（1 - 7番・9番・10番）
- 色内1丁目（1 - 15番） 色内2丁目（1 - 4番・9 - 15番）
- 富岡1丁目（1 - 32番） 富岡2丁目
- 山田町（1 - 4番）

## 著名な関係者
- 稲垣益穂（校長）

### 出身者
- 八島健三（陸上選手）
- 山口一郎（サカナクション）
- 大月源二（画家）
- 迫俊哉（小樽市長）
- 廣谷陸男（弁護士）
- 広谷俊二（日本共産党中央委員）[5]
- 井尻正二（地球科学者）[6]

### 在学していた人物
- 石原慎太郎（政治家、作家）
- 石原裕次郎（俳優）
- 中村伸郎（俳優）